# Ancistrus eustictus
Ancistrus eustictus är en fiskart som först beskrevs av Fowler, 1945.  Ancistrus eustictus ingår i släktet Ancistrus och familjen Loricariidae. Inga underarter finns listade i Catalogue of Life.